# Alypios
Alypios (Ἀλύπιος) – grecki filozof działający w Aleksandrii w połowie IV wieku.

## Życiorys
Był autorem zachowanego tylko we fragmentach dzieła Eisagoge musike (Εἰσαγωγὴ Μουσική). Stanowi ono cenne źródło do poznania starogreckiej notacji muzycznej. Autor podał w nim 15 transponowanych skal w gatunku diatonicznym, chromatycznym i enharmonicznym, zapisanych w notacji wokalnej i instrumentalnej, wyróżniając skale lidyjską, eolską, frygijską i dorycką, wraz z odmianami hypo- i hyper-. Wydanie krytyczne zachowanych fragmentów Alypiosa zostało opublikowane przez Karla von Jana w Musici scriptores graeci (1895).